# Piezops
Piezops is een geslacht van rechtvleugeligen uit de familie veldsprinkhanen (Acrididae). De wetenschappelijke naam van dit geslacht is voor het eerst geldig gepubliceerd in 1923 door Hebard.

## Soorten
Het geslacht Piezops  is monotypisch en omvat slechts de volgende soort:
- Piezops ensicornis (Stål, 1878)